# Afwas

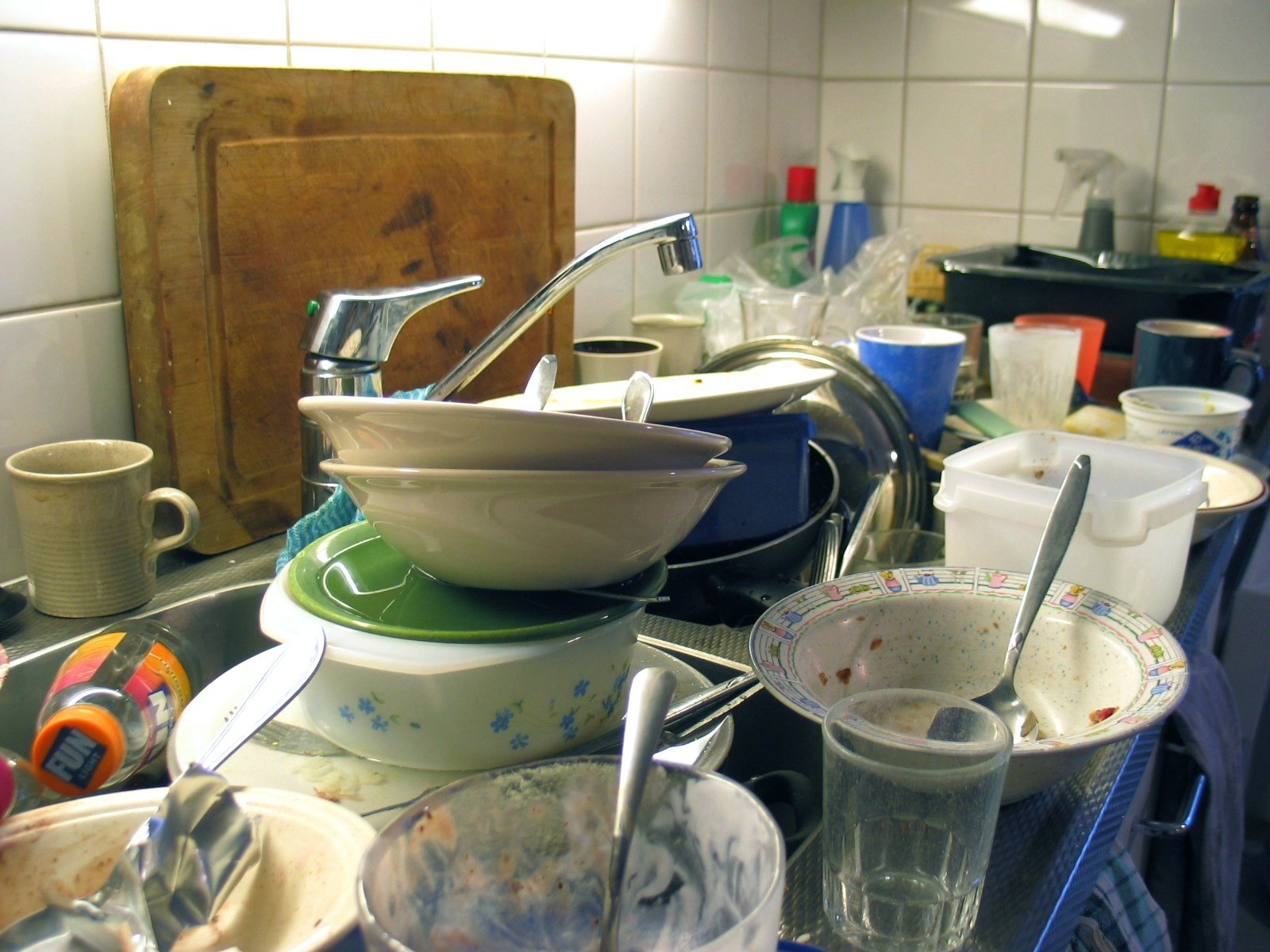
Opgestapelde afwas

Met de afwas (ook: vaat of vaatwas) wordt het vuile serviesgoed, bestek, kookgerei (potten en pannen) bedoeld. Het schoonmaken van dit eetgerei wordt de afwas doen, de vaat doen of afwassen genoemd.

## Twee manieren om af te wassen

### Handmatig
De gootsteen of een teiltje wordt met heet water en afwasmiddel gevuld, waarin het serviesgoed en bestek kan worden afgewassen met een afwasborstel. Sommigen spoelen daarna het schuim van de vaat af door die onder de lopende kraan te houden, of onder te dompelen in een tweede teil met alleen warm water. Daarna wordt de afwas in een druiprek gezet of op een afdruipmat geplaatst en kan met een theedoek worden afgedroogd.

### Machinaal
Een afwasmachine heeft als voordeel ten opzichte van handmatig wassen dat er - met de vereiste opruimdiscipline - minder tot geen afwas op het aanrecht staat, en dat een afwasmachine zuiniger in het gebruik van water is mits het apparaat volledig gevuld wordt gebruikt.
Voor de afwasmachine moeten vaatwastabletten, glansspoelmiddel en regenereerzout worden aangeschaft. Er bestaat ook de mogelijkheid om zogenoemde 3-in-1 tabletten te kopen waar alle drie benodigdheden in een tablet zitten; zo voorkomt men het kopen van alle losse benodigdheden. Handafwasmiddel gaat echter langer mee en daardoor zijn tabletten duurder per vaat. De afwas wordt met hete lucht door de machine gedroogd. Een vaatwasser verbruikt meer stroom dan het opwarmen van het water bij een handafwas, maar het warterverbuik is nagenoeg gelijk. Een ander nadeel is dat glaswerk, maar ook gietijzeren ongeglazuurde pannen, als ze regelmatig in een afwasmachine worden behandeld, corrosie gaan vertonen. Bovendien duurt de afwas met een machine veel langer. Andere voorkomende problemen bij machinaal vaatwassen zijn de lange inruimtijden, groot ruimtebeslag en het niet geheel verwijderen van aangedroogde etensresten. Onder bepaalde omstandigheden kan een afwasmachine energie- of milieu-voordeel opleveren.
Verdere nadelen ten opzichte van handmatig afwassen zijn de ruimte-inname, de aanschafkosten (afschrijving), het afbreukrisico door technische mankementen in hardware of software, de ecologische voetafdruk ten aanzien van het fabricageprocedé. Verder is niet alle servies vaatwasbestendig en blijft handmatig legen of voorspoelen van servies soms nodig. Ook is voor het afwassen met een volle vaatwasmachine voldoende serviesgoed in het huishouden benodigd.
In restaurants wordt gebruikgemaakt van grote afwasmachines om serviesgoed en bestek schoon te maken. Daarbij wordt er gekeken naar de benodigde capaciteit.
Vooral duurdere restaurants, met een lage capaciteit en een hoge kwaliteitsstandaard gebruiken nog afwassers.

## Verschillen tussen de landen en culturen
- Men maakt gebruik van een keukenspons en een schuurdoekje voor de afwas. Anderszins kan men gebruik maken van een afwasborstel.
- Soms laat men de afwas gewoon aan de lucht drogen. In landen met een vochtiger klimaat gebeurt dat echter minder vaak en gebruikt men een theedoek.
- Men kan het niet hygiënisch vinden om af te wassen in een teiltje met (aan het eind vuil) water, en wordt er onder de lopende kraan afgewassen.

## Afwasbak

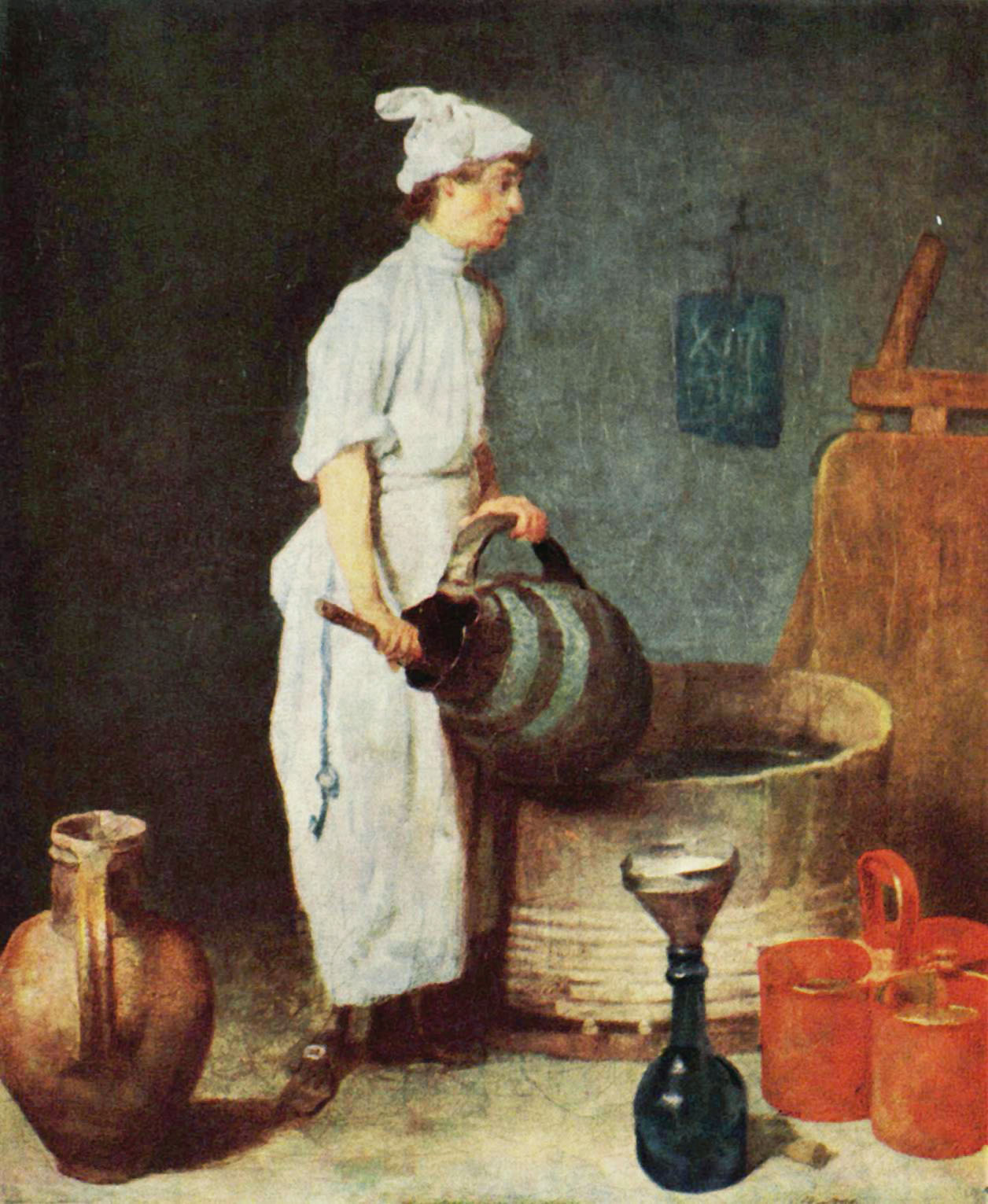
Een knaap wast af in een herberg, Jean-Baptiste Siméon Chardin

Vaak wordt voor het afwassen een afwasteil gebruikt. Dit heeft een hygiënische en een historische achtergrond. Oorspronkelijk was de gootsteen van de keuken groot en werd ook gebruikt voor het wassen van kleding. Het water om de vloer te schrobben werd eveneens door de gootsteen weggegooid. Het is dan hygiënischer om de afwas in een aparte afwasteil of afwasbak te doen. Bovendien was de gootsteen zo groot dat het veel warm water kostte om hem te vullen. Ook was de gootsteen vaak van keramisch materiaal gemaakt en kwetsbaar voor beschadiging door metalen voorwerpen, zoals pannen en bestek.

## Handbescherming
Bij gebruik van huishoudhandschoenen kan met heter water worden afgewassen en blijft de huid de inwerking van het afwasmiddel bespaard.